# Chuignes
Chuignes é uma comuna francesa na região administrativa de Altos da França, no departamento de Somme. Estende-se por uma área de 4,56 km². Em 2010 a comuna tinha 137 habitantes (densidade: 30 hab./km²).